# Chhota Udaipur
Chhota Udaipur (Gujarati છોટાઉદેપુર) ist eine Stadt im indischen Bundesstaat Gujarat.
Die Stadt ist der Hauptort des Distrikt Chhota Udepur. Chhota Udaipur hat den Status einer Municipality. Die Stadt ist in 7 Wards gegliedert.

## Geschichte
Chhota Udaipur war die Hauptstadt des ehemaligen Fürstenstaates Chhota Udaipur, der 1743 gegründet wurde. Dieser Staat war ein Teil der Agency Rewa Kantha und fusionierte am 10. März 1948 mit der Indischen Union.

## Demografie
Die Einwohnerzahl der Stadt liegt laut der Volkszählung von 2011 bei 25.787. Chhota Udaipur hat ein Geschlechterverhältnis von 968 Frauen pro 1000 Männer und damit einen für Indien üblichen Männerüberschuss. Die Alphabetisierungsrate lag bei 81,1 % im Jahr 2011. Knapp 60 % der Bevölkerung sind Hindus, ca. 38 % sind Muslime und ca. 2 % gehören einer anderen oder keiner Religion an. 11,4 % der Bevölkerung sind Kinder unter 6 Jahren.